# Detroit Pistons
A Detroit Pistons Detroit profi kosárlabdacsapata, amely az NBA-ben a Keleti főcsoportban, a Központi csoportban játszik.

## Története

### A kezdetek
A csapatot 1941-ben alapították Fort Wayne Zollner Pistons néven az NBL-ben, amely a North Side High School tornatermében játszott. A tulajdonosnak, Fred Zollnernek volt egy fémöntödéje, a Zollner Corporation, ahol dugattyúkat (=pistons) gyártottak elsősorban autók, kamionok és mozdonyok részére, innen ered a csapat neve. 1948-ban Fort Wayne Pistonsként a BAA-ban versenyeztek. 1949-ben Fred Zollner segédletével az NBL és a BAA egyesült: létrejött az NBA, így a Pistons ettől az évtől kezdve már az NBA-ben szerepelt.
A csatársztár George Yardley vezetésével a Pistons igen népszerű csapattá vált, és 1955-ben és 1956-ban is az NBA nagydöntőjébe kerülhettek, ám mindkét alkalommal veszítettek.
Az NBA-ben első két bajnoki címüket 1989-ben és 1990-ben, egymás után kétszer szerezték meg Chuck Daly vezetőedzővel, olyan játékosokkal, mint Joe Dumars, Isaiah Thomas, Dennis Rodman, Mark Aguirre és Bill Laimbeer.

### A jelen
A Pistons megnyerte a 2004-es NBA-döntőt (3. NBA-bajnoki cím), azóta nem értek el jelentősebb sikert, 2009–2025 között mindösszesen négyszer jutottak a rájátszásba, de minden alkalommal az első körben kiestek. A legutóbbi, 2024–25-ös szezonban a főcsoport 6. helyén végeztek, ami 2008 óta a legjobb eredményük volt.

## Kabalák
- 1989–1996: Sir-Slam A-lot
- 1996-tól: Hooper

## Hazai arénák
Fort Wayne, Indiana:
- North Side High School Gym (1948–1952)
- Allen County War Memorial Coliseum (1952–1957)

Detroit térségében:
- Detroit Olympia (Detroit) (1957–1961)
- Cobo Arena (Detroit) (1961–1978)
- Pontiac Silverdome (Pontiac) (1978–1988)
- The Palace of Auburn Hills (Auburn Hills) (1988–2017)
- Little Ceasars Arena (Detroit) (2017 óta)

Megjegyzések:
- 1960. március 12-én a Pistons egy Los Angeles elleni rájátszás mérkőzést a Grosse Pointe South High School termében játszott le, mivel nem volt más lehetőségük.
- 1984. április 27-én a Pistons a New York Knicks elleni ötödik rájátszás meccset a Joe Louis Arenában tartották meg szervezési problémák miatt.
- Az 1984–85-ös szezon során, a Silverdome tetőszerkezete beszakadt, ezért a csapat átmenetileg visszament a Joe Louis Arenába (15 hazai mérkőzésig) és a Cobo Arenába (egy mérkőzésre).

## Játékosok

### A Kosárlabda Hírességek Csarnoka (Basketball Hall of Fame) tagjai
- Dave Bing, 1990
- Larry Brown (vezetőedző), 2002
- Chuck Daly (vezetőedző), 1994
- Adrian Dantley, 2008
- William Davidson (tulajdonos), 2008
- Dave DeBusschere, 1983
- Joe Dumars, 2006
- Bob Houbregs, 1987
- Bailey Howell, 1997
- Bob Lanier, 1992
- Earl Lloyd (munkatárs), 2003
- Bob McAdoo, 2000
- Bobby McDermott, 1988
- Isiah Thomas, 2000
- Dick Vitale (munkatárs), 2008
- George Yardley, 1996
- Fred Zollner (munkatárs), 1999

Bing, Daly, Davidson, DeBusschere, Dumars, Lanier, Thomas, Yardley és Zollner tagja a Michigan Sports Hall of Fame-nek is.

### Visszavonultatott mezszámok
- William Davidson, volt csapattulajdonos 1974-től 2009-ben bekövetkezett haláláig. Zászlót húztak fel a Pistons mellett végzett több mint 30 éves munkája elismeréséül.
- Jack McCloskey, volt vezérigazgató
- 1 – Chauncey Billups, G, 2002–2008.
- 2 – Chuck Daly, vezetőedző 1983–1992 (soha nem játszott az NBA-ben; a szám a két NBA bajnoki győzelmet szimbolizálja, amit az ő vezetése alatt szereztek).
- 3 – Ben Wallace, C, 2000–2006
- 4 – Joe Dumars, G, játékos (1985–1999); elnök (2000–2014)
- 10 – Dennis Rodman, F, 1986–1993
- 11 – Isiah Thomas, G, 1981–1994
- 15 – Vinnie Johnson, G, 1981–1991
- 16 – Bob Lanier, C, 1970–1981
- 21 – Dave Bing, G, 1966–1975
- 32 – Richard Hamilton, G, 2002–2011
- 40 – Bill Laimbeer, C, 1982–1994

### Legutóbbi NBA-draft választottak
- 2009 – Austin Daye (1. kör, 15. választott); DaJuan Summers (2. kör, 35. választott); Jonas Jerebko (2. kör, 39. választott); Chase Budinger (2. kör, 44. választott)
  - Budinger játékosjogait a Houston Rockets szerezte meg egy jövőbeni második körös draft-játékosért és készpénzért cserébe.
- 2008 – D. J. White (1. kör, 29. választott); Deron Washington (2. kör, 59. választott)
  - White játékosjogait a Seattle SuperSonics vásárolta meg, a Pistons cserébe a Seattle draftjait, Walter Sharpe-ot (2. kör, 32. választott) és Trent Plaistedet (2. kör, 46. választott) kapta meg.
- 2007 – Rodney Stuckey (1. kör, 15. választott); Arron Afflalo (1. kör, 27. választott); Sammy Mejia (2. kör, 57. választott)
- 2006 – Will Blalock (2. kör, 60. választott)
- 2005 – Jason Maxiell (1. kör, 26. választott); Amir Johnson (2. kör, 56.választott); Alex Acker (2. kör, 60. választott)
- 2004 – Rickey Paulding (2. kör, 54. választott)
- 2003 – Darko Miličić (1. kör, 2. választott); Carlos Delfino (1. kör, 25. választott); Andreas Glyniadakis (2. kör, 58. választott)
- 2002 – Tayshaun Prince (1. kör, 23. választott)
- 2001 – Rodney White (1. kör, 9. választott); Mehmet Okur (2. kör, 38. választott)
- 2000 – Mateen Cleaves (1. kör, 14. választott); Brian Cardinal (2. kör, 44. választott)
- 1999 – Melvin Levett (2. kör, 54. választott)
- 1998 – Bonzi Wells (1. kör, 11. választott); Korleone Young (2. kör, 40. választott)
- 1997 – Scot Pollard (1. kör, 19. választott); Charles O'Bannon (2. kör, 32. választott)

## Vezetőedzők
| - Earl Lloyd, 1971–1973 - Ray Scott, 1972–1976 - Herb Brown, 1975–1978 - Bob Kauffman, 1977–1978 - Dick Vitale, 1978–1980 - Richie Adubato, 1979–1980 - Scotty Robertson, 1980–1983 - Chuck Daly, 1983–1992 - Ron Rothstein, 1992–1993 - Don Chaney, 1993–1995 - Doug Collins, 1995–1997 - Alvin Gentry, 1997–1998 - George Irvine, 1999–2000 | - Rick Carlisle, 2001–2003 - Larry Brown, 2003–2005 - Flip Saunders, 2005–2008 - Michael Curry, 2008–2009 - John Kuester, 2009–2011 - Lawrence Frank, 2011–2013 - Maurice Cheeks, 2013–2014 - John Loyer, 2014 - Stan Van Gundy, 2014–2018 - Dwane Casey, 2018–2023 - Monty Williams, 2023–2024 - J. B. Bickerstaff, 2024 óta |

## Rekordok, díjak

### Csapatrekorderek
| - Karrier rekorderek - Meccsek száma: Joe Dumars, 1 018 - Játszott percek: Isiah Thomas, 35 516 - Dobott mezőnygólok: Isiah Thomas, 7 194 - Mezőnygól kísérletek: Isiah Thomas, 15 904 - Dobott 3-pontosok: Joe Dumars, 990 - 3-pontos kísérletek: Joe Dumars, 2 592 - Dobott büntetők: Isiah Thomas, 4 036 - Büntető kísérletek: Isiah Thomas, 5 316 - Támadó lepattanók: Bill Laimbeer, 2 429 - Védő lepattanók: Bill Laimbeer, 7 001 - Összes lepattanó: Bill Laimbeer, 9 430 - Blokkolt dobások: Ben Wallace, 1 297 - Labdaszerzések: Isiah Thomas, 1 861 - Eladott labdák: Isiah Thomas, 3 682 - Személyi hibák: Bill Laimbeer, 3 131 - Gólpasszok: Isiah Thomas, 9 061 - Pontok: Isiah Thomas, 18 822 - Meccsenkénti átlagok - Játszott percek: Gene Shue, 39,52 - Dobott mezőnygólok: Bob Lanier, 9,22 - Mezőnygól kísérletek: Dave Bing, 19,44 - Dobott 3-pontosok: Chauncey Billups, 2,01 - 3-pontos kísérletek: Chauncey Billups, 4,88 - Dobott büntetők: Jerry Stackhouse, 6,71 - Büntető kísérletek: Jerry Stackhouse, 8,13 - Támadó lepattanók: Dennis Rodman, 4,36 - Védő lepattanók: Ben Wallace, 8,97 - Összes lepattanó: Ben Wallace, 12,87 - Blokkolt dobások: Ben Wallace, 2,76 - Labdaszerzések: Alvin Robertson, 2,13 - Eladott labdák: Bob McAdoo, 4,00 - Személyi hibák: Walter Dukes, 4,21 - Gólpasszok: Kevin Porter, 10,11 - Pontok: Bob Lanier, 22,74 | - 48 perces átlagok - Dobott mezőnygólok: Bob Lanier, 12,23 - Mezőnygól kísérletek: Don Kojis, 25,35 - Dobott 3-pontosok: Jon Barry, 2,89 - 3-pontos kísérletek: Chucky Atkins, 7,39 - Dobott büntetők: Adrian Dantley, 9,93 - Büntető kísérletek: Adrian Dantley, 11,89 - Támadó lepattanók: Dennis Rodman, 7,03 - Védő lepattanók: Ben Wallace, 11,80 - Összes lepattanó: Walter Dukes, 20,78 - Blokkolt dobások: Chuck Nevitt, 5,79 - Labdaszerzések: Ron Lee, 4,29 - Eladott labdák: Greg Kelser, 5,57 - Személyi hibák: Chuck Nevitt, 12,70 - Gólpasszok: Kevin Porter, 15,37 - Pontok: Bob Lanier, 30,17 |

### Egyéni elismerések
| NBA-döntő MVP - Joe Dumars – 1989 - Isiah Thomas – 1990 - Chauncey Billups – 2004 NBA Az év védekező játékosa - Dennis Rodman – 1990, 1991 - Ben Wallace – 2002, 2003, 2005, 2006 NBA Az év újonca - Don Meineke – 1953 - Dave Bing – 1967 - Grant Hill – 1995 NBA Az év hatodik embere - Corliss Williamson – 2002 NBA Az év edzője - Ray Scott – 1974 - Rick Carlisle – 2002 NBA Az év igazgatója - Joe Dumars – 2003 All-NBA első csapat - Larry Foust – 1955 - George Yardley – 1958 - Gene Shue – 1960 - Dave Bing – 1968, 1971 - Isiah Thomas – 1985, 1986 - Grant Hill – 1997 | All-NBA második csapat - Fred Schaus – 1950 - Larry Foust – 1952 - George Yardley – 1957 - Gene Shue – 1961 - Bailey Howell – 1963 - Dave Debusschere – 1969 - Dave Bing – 1974 - Isiah Thomas – 1983, 1987 - Joe Dumars – 1993 - Grant Hill – 1996, 1998, 1999, 2000 - Ben Wallace – 2003, 2004, 2006 - Chauncey Billups – 2006 All-NBA harmadik csapat - Joe Dumars – 1990, 1991 - Dennis Rodman – 1992 - Ben Wallace – 2002, 2005 - Chauncey Billups – 2007 - Andre Drummond – 2016 - Blake Griffin – 2019 - Cade Cunningham – 2025 NBA All-Védekező első csapat - Joe Dumars – 1989, 1990, 1992, 1993 - Dennis Rodman – 1989, 1990, 1991, 1992, 1993 - Ben Wallace – 2002, 2003, 2004, 2005, 2006 NBA All-Védekező második csapat - M. L. Carr – 1979 - Joe Dumars – 1991 - Clifford R. Robinson – 2002 - Chauncey Billups – 2005, 2006 - Tayshaun Prince – 2005, 2006, 2007, 2008 | NBA All-Újonc első csapat - Dave Debusschere – 1963 - Joe Caldwell – 1965 - Tom Van Arsdale – 1966 - Dave Bing – 1967 - Bob Lanier – 1971 - Terry Tyler – 1979 - Isiah Thomas – 1982 - Kelly Tripucka – 1982 - Joe Dumars – 1986 - Grant Hill – 1995 - Brandon Knight – 2012 - Saddiq Bey – 2021 - Cade Cunningham – 2022 NBA All-Újonc második csapat - Lindsey Hunter – 1994 - Zeljko Rebraca – 2002 - Rodney Stuckey – 2008 - Jonas Jerebko – 2010 - Greg Monroe – 2011 - Andre Drummond – 2013 - Kyle Singler – 2013 - Isaiah Stewart – 2021 - Jalen Duren – 2023 - Jaden Ivey – 2023 |